# Chamarande
Chamarande ist eine französische Gemeinde im Département Essonne in der Region Île-de-France mit 1.104 Einwohnern (Stand: 1. Januar 2022). Sie gehört zum Arrondissement Étampes und zum Kanton Dourdan. Die Einwohner werden Chamarandais genannt.

## Geographie
Chamarande liegt am Ufer des Flusses Juine etwa 39 Kilometer südlich des Zentrums von Paris. Die Gemeinde liegt im Regionalen Naturpark Gâtinais français. Umgeben wird Chamarande von den Nachbargemeinden Boissy-sous-Saint-Yon im Norden, Torfou im Nordosten, Lardy im Osten, Janville-sur-Juine im Südosten, Auvers-Saint-Georges im Süden, Étréchy im Südwesten sowie Mauchamps im Westen.

## Bevölkerungsentwicklung
| Jahr                       | 1962 | 1968 | 1975 | 1982 | 1990 | 1999 | 2006 | 2019 |
| Einwohner                  | 754  | 863  | 668  | 757  | 901  | 1016 | 1066 | 1133 |
| Quellen: Cassini und INSEE |      |      |      |      |      |      |      |      |

## Sehenswürdigkeiten
- Kirche Saint-Quentin aus dem 12./13. Jahrhundert
- Schloss aus dem 17. Jahrhundert
- ehemaliges Waschhaus

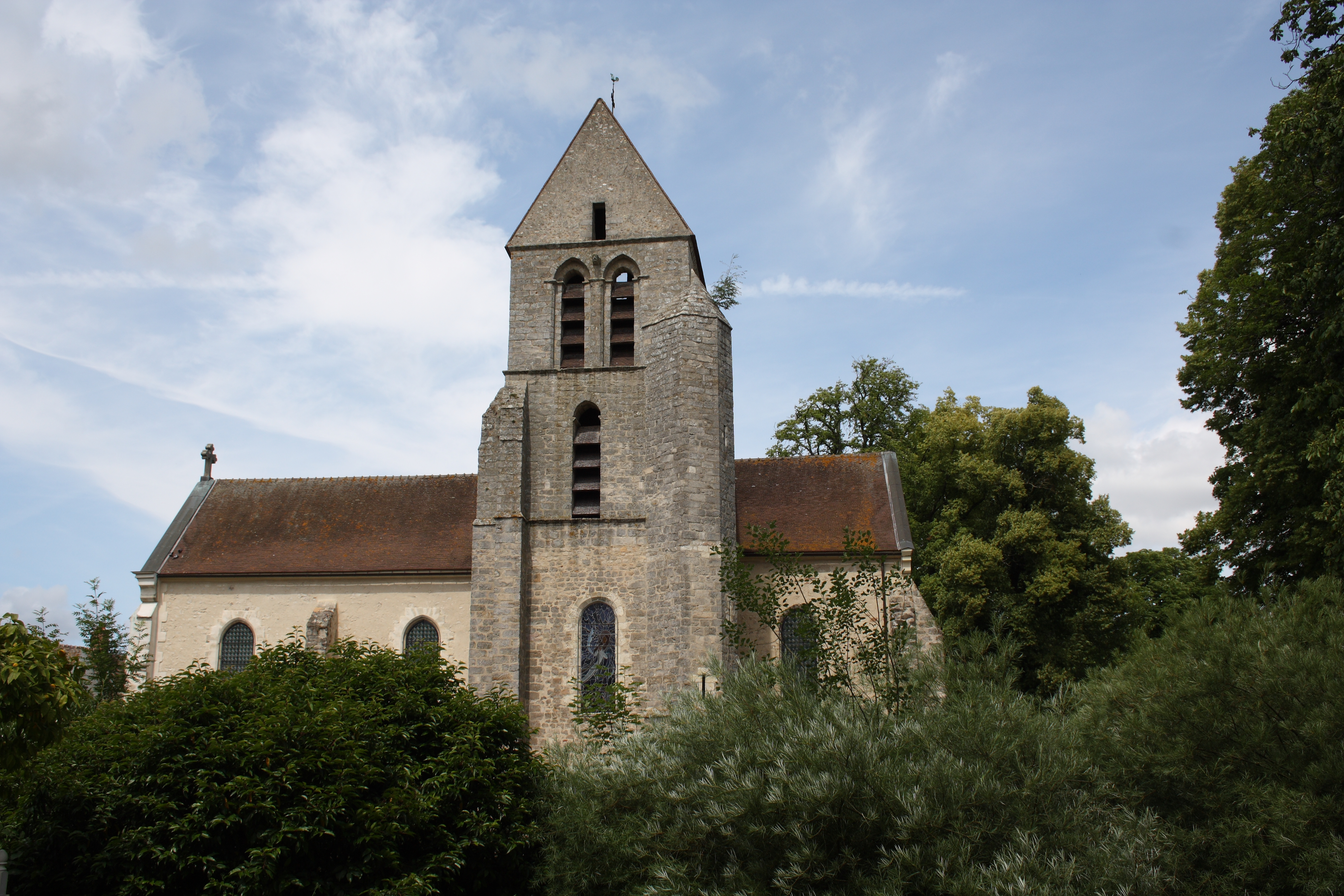
Kirche Saint-Quentin
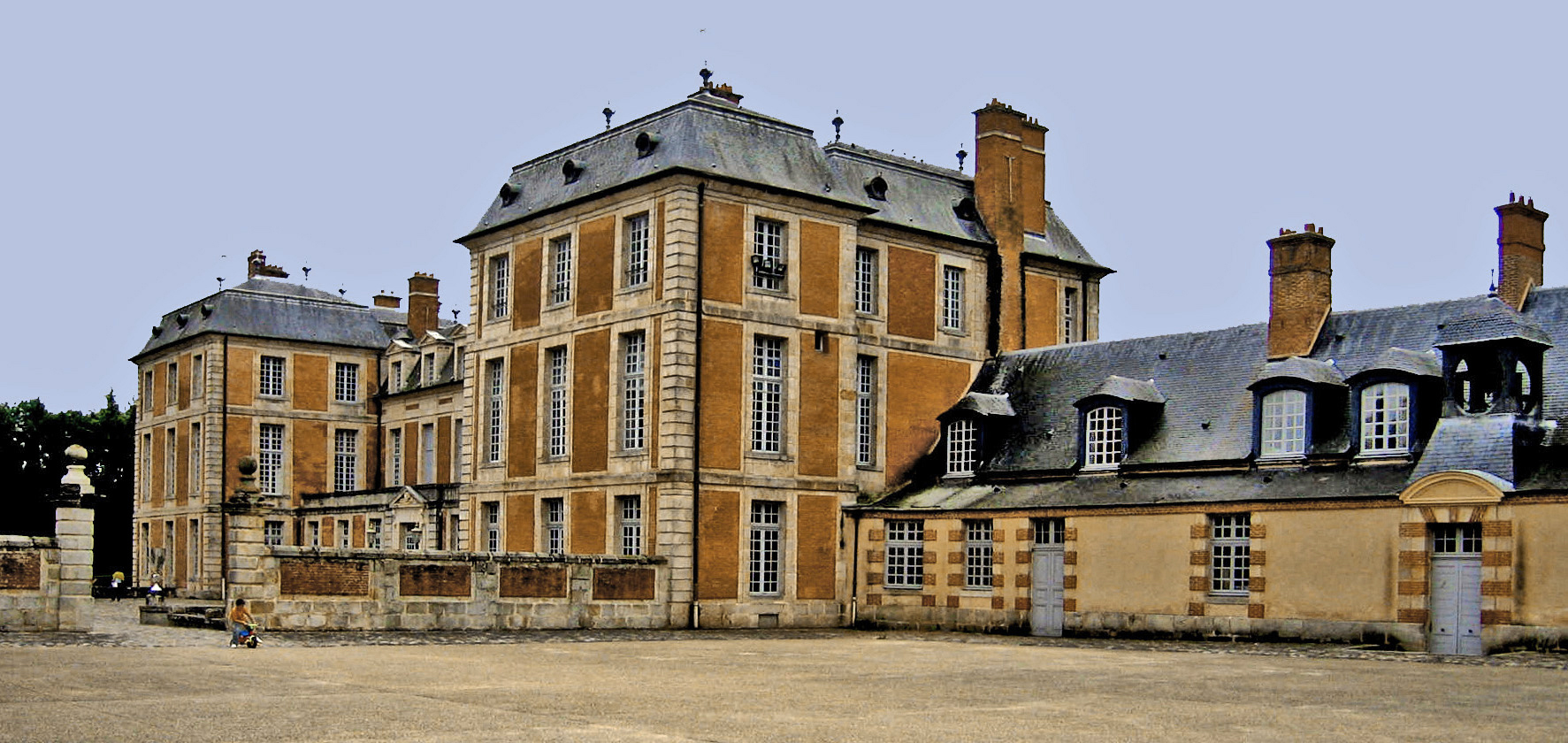
Schloss Chamarande
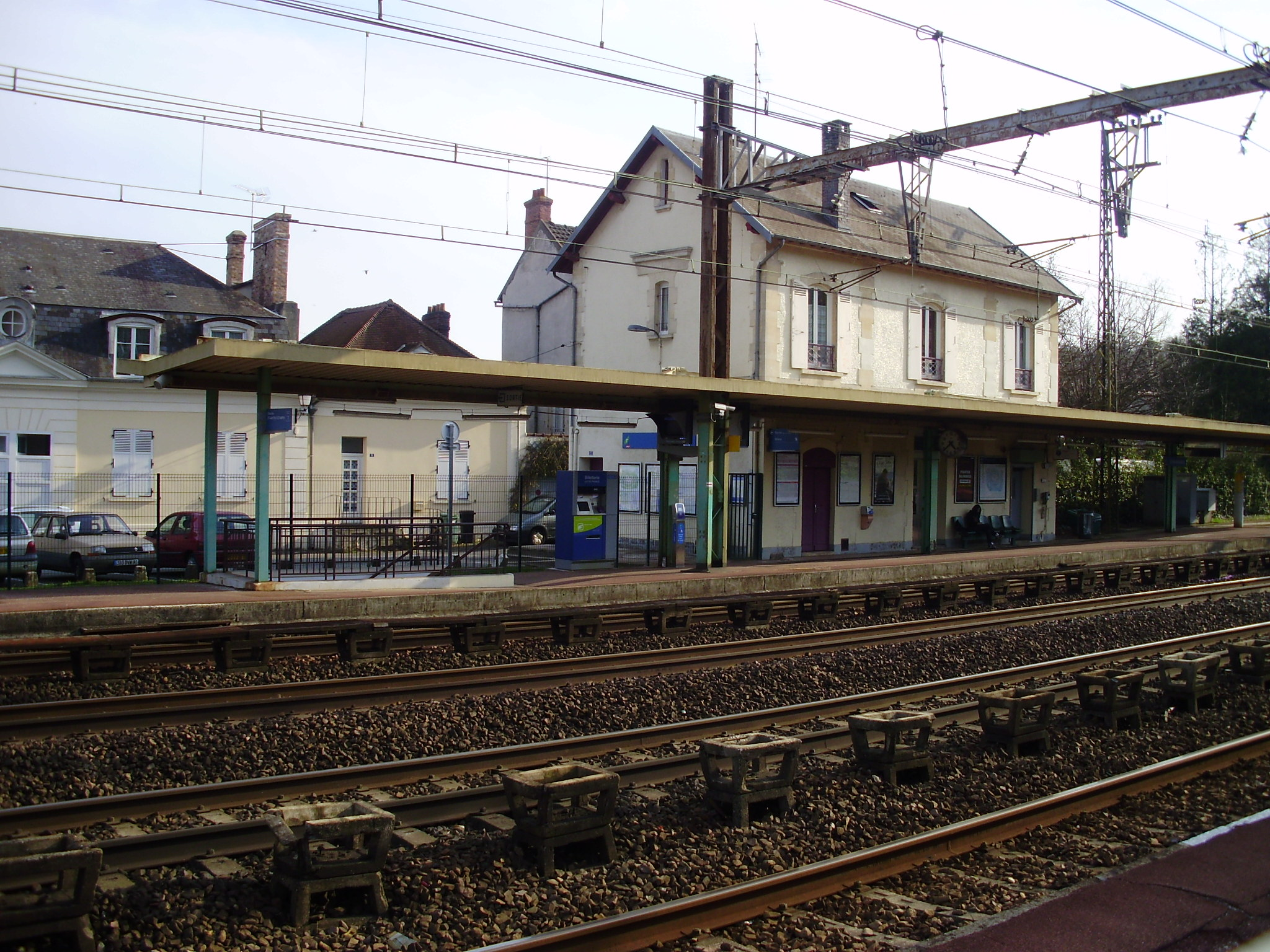
Bahnhof Chamarande

## Gemeindepartnerschaft
Mit Lentiai, Ortsteil der Gemeinde Borgo Valbelluna in der Provinz Belluno (Venetien) besteht seit 1970 eine Partnerschaft.